# The Getaway (1994)
The Getaway (bra: A Fuga; prt: Escape) é um filme estadunidense de 1994, dos gêneros ação, drama, policial e suspense, dirigido por Roger Donaldson e estrelado por Alec Baldwin e Kim Basinger
Trata-se de um remake do filme homônimo de Sam Peckinpah (1972).

## Sinopse
Ladrão escapa da cadeia com a ajuda de sua bela e sensual esposa. Juntos, eles têm agora de escapar não só da polícia como dos outros criminosos, que querem eliminá-los.